# 独占!!サイクルスポーツ
独占!!サイクルスポーツ（どくせん!!サイクルスポーツ）は、1989年4月1日から1995年3月25日まで、テレビ東京系で放送された、競輪、自転車競技及び自転車関連情報番組。テレビ東京系放送局の放送時間は毎週土曜日11時から11時30分まで。

## 概要
1975年1月から1989年3月まで、日本自転車振興会（現・JKA）など競輪関係団体の提供により『サイクルにっぽん』が放送されていたが、競輪のみならず、自転車競技を幅広く取り上げたいという趣旨から当番組へとシフト。『サイクルにっぽん』では映像に沿ってナレーションを付けた程度の短編映画的なスタイルだったが、当番組ではVTRによるスタジオ収録とし、なぎら健壱が司会を担当、これに女性タレントのアシスタントがつくという、バラエティ番組的な趣向となった。なお、番組制作はテレビ東京と東京福原フィルムスが担当。
『サイクルにっぽん』でも主題としていた競輪を中心とした番組構成としながらも、1994年に日本のテレビ局として初めてジロ・デ・イタリアの模様をダイジェストで放送した他、世界選手権自転車競技大会については毎年ダイジェストで放送。加えて6日間レースなど、日本では馴染みの薄い自転車レースの紹介も行われたほか、競輪選手を中心に自転車競技に携わる関係者にもしばし出演してもらい、トークショーを展開した。

## レギュラー出演者
- なぎら健壱（司会）
- 中野浩一（コメンテーターとして。1992年6月の現役引退後から）

### 歴代アシスタント
- 初代 - 小林千絵
- 二代目 - 柴田真理（後に競輪選手の山田裕仁と結婚するため降板）
- 三代目 - 瀬川慶

## 放送局
特筆の無い限り全て同時ネット。
- テレビ東京（制作局）
- テレビ北海道（1989年9月30日のサービス放送から放送）[2]
- テレビ山梨（TBS系列）[3]